# Belmont (Arizona)
Belmont es una propuesta de ciudad planificada en Phoenix, Arizona, Estados Unidos. Su desarrollo, una asociación entre el multimillonario Bill Gates e inversores inmobiliarios locales, será un ciudad inteligente diseñada alrededor de tecnologías emergentes. Está ubicada en el área de West Valley a lo largo de la Interestatal 10 cerca de Tonopah.

## Historia
El área oeste de Tonopah ha sido buscado por desarrollo suburbano desde los 90, pero la falta de crecimiento en West Valley estancó al proyecto hasta el 2000. A mediados de ese año, los desarrolladores propusieron Douglas Ranch, un desarrollo a largo plazo que albergaría a más de 290 000 personas en un sitio cercano. La participación de Bill Gates en la ciudad planeada fue anunciado el 8 de noviembre de 2017. Su compañía de inversiones, Cascade Investment, compró una participación de $80 millones en el proyecto.

## Planes
Belmont consiste de 24 mil hectáreas de campo verde, que será dividido en 3 800 hectáreas de oficina, comercio y espacio comercial, 3 800 hectáreas de espacio industrial, 3 400 hectáreas de espacio abierto y 470 hectáreas para escuelas. El terreno restante albergará 80 000 unidades residenciales. Una vez que se complete la construcción, se planea que la comunidad soporte a una población tan grande como la de Tempe.
El objetivo del desarrollo es integrar vehículos autónomos, redes digitales de alta velocidad y centros de datos en la ciudad.

## Transporte
Belmont estará a lo largo de la Interestatal 10 cerca de su intercambio planificado con la Interestatal 11, una futura autopista que conectará el área de Phoenix con Las Vegas y Reno.

## Críticas
El columnista de The Seattle Times, Jon Talton, un ex residente de Phoenix, dijo que el desarrollo de Belmont empujaría la expansión hacia el amenazado desierto de Sonora. También afirmó que el cambio climático supondría un peligro para la habitabilidad a largo plazo del área de Phoenix, ya que el agua se vuelve más escasa y las temperaturas aumentan. Henry Grabar de la revista Slate, criticó el circo mediático que rodea la participación de Gates, así como lo que él llamó «naturaleza tonta» de la propuesta.